# Parc national de Fulufjellet
Le parc national de Fulufjellet est un parc national norvégien situé le long de la frontière suédoise. D'une superficie de 82,5 km2, il est situé sur le territoire de la commune de Trysil dans le comté d'Innlandet. Il couvre la partie norvégienne du massif de Fulufjället, bordant le parc national de Fulufjället couvrant la partie suédoise. Ce massif est un haut plateau culminant à 1 047 m d'altitude, profondément entaillé par plusieurs rivières appartenant au bassin versant du fleuve suédois Dalälven.

## Description
Les hauteurs du plateau sont dominées par les lichens et les montagnes nues, tandis que les vallées sont couvertes d'anciennes forêts denses. Ce terrain est un terrain particulièrement important pour l'ours brun. Les nombreuses zones humides du plateau sont aussi un lieu de prédilection pour un grand nombre d'oiseaux, en particulier limicoles.
Les hommes sont présents dans la région depuis l'âge de la pierre dans la vallée Ljørdalen. De nos jours, le site est utilisé pour le tourisme, avec en particulier une station de ski alpin juste à l'extérieur du parc et plusieurs sentiers de randonnée suivant d'anciennes routes dans le parc. L'établissement du parc national de Fulufjället du côté suédois en 2002 a motivé les réflexions en Norvège pour protéger la partie norvégienne du massif, aboutissant à la création du parc national le 24 avril 2012.

Carte des deux parcs nationaux voisins

## Galerie

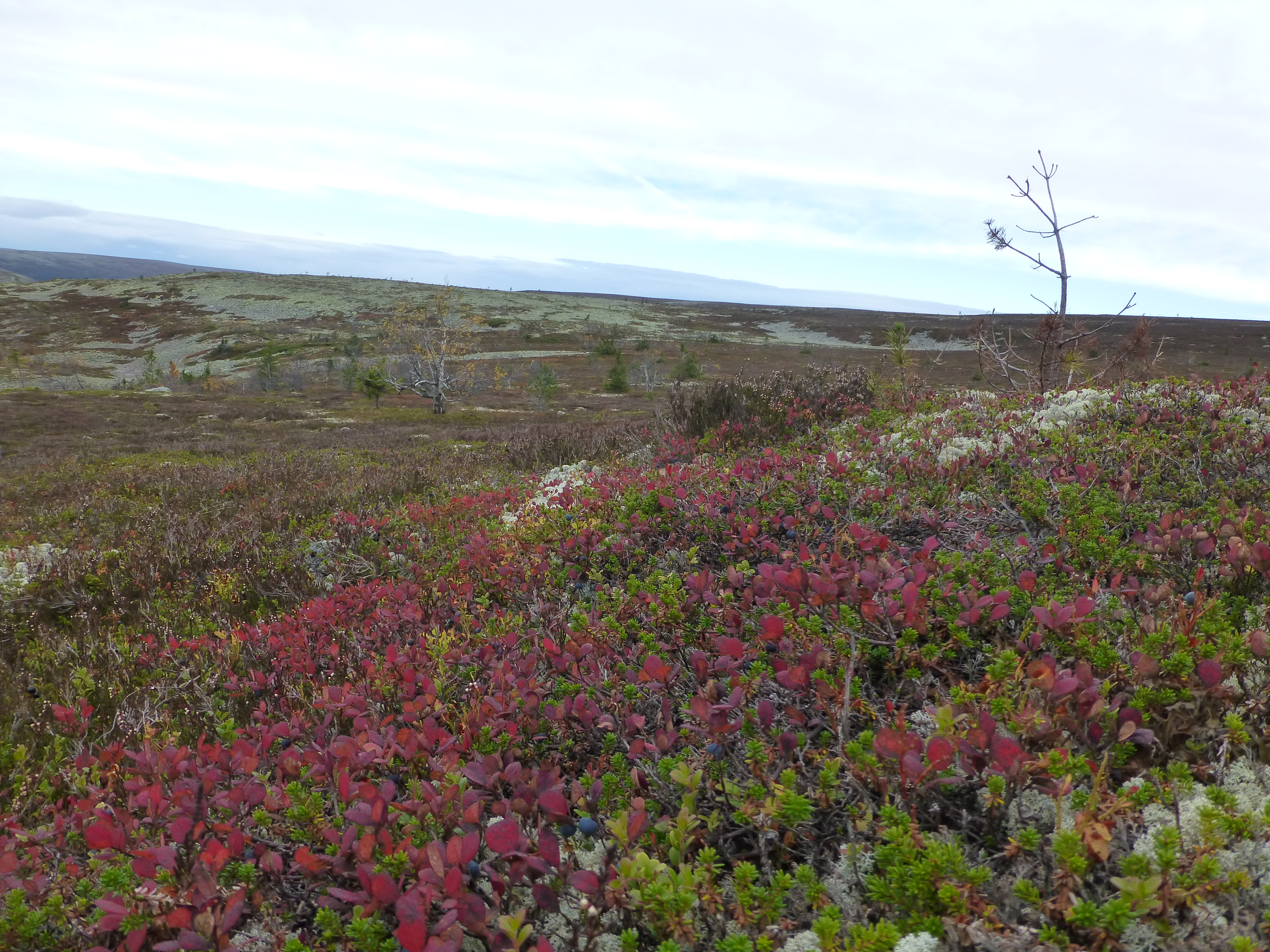
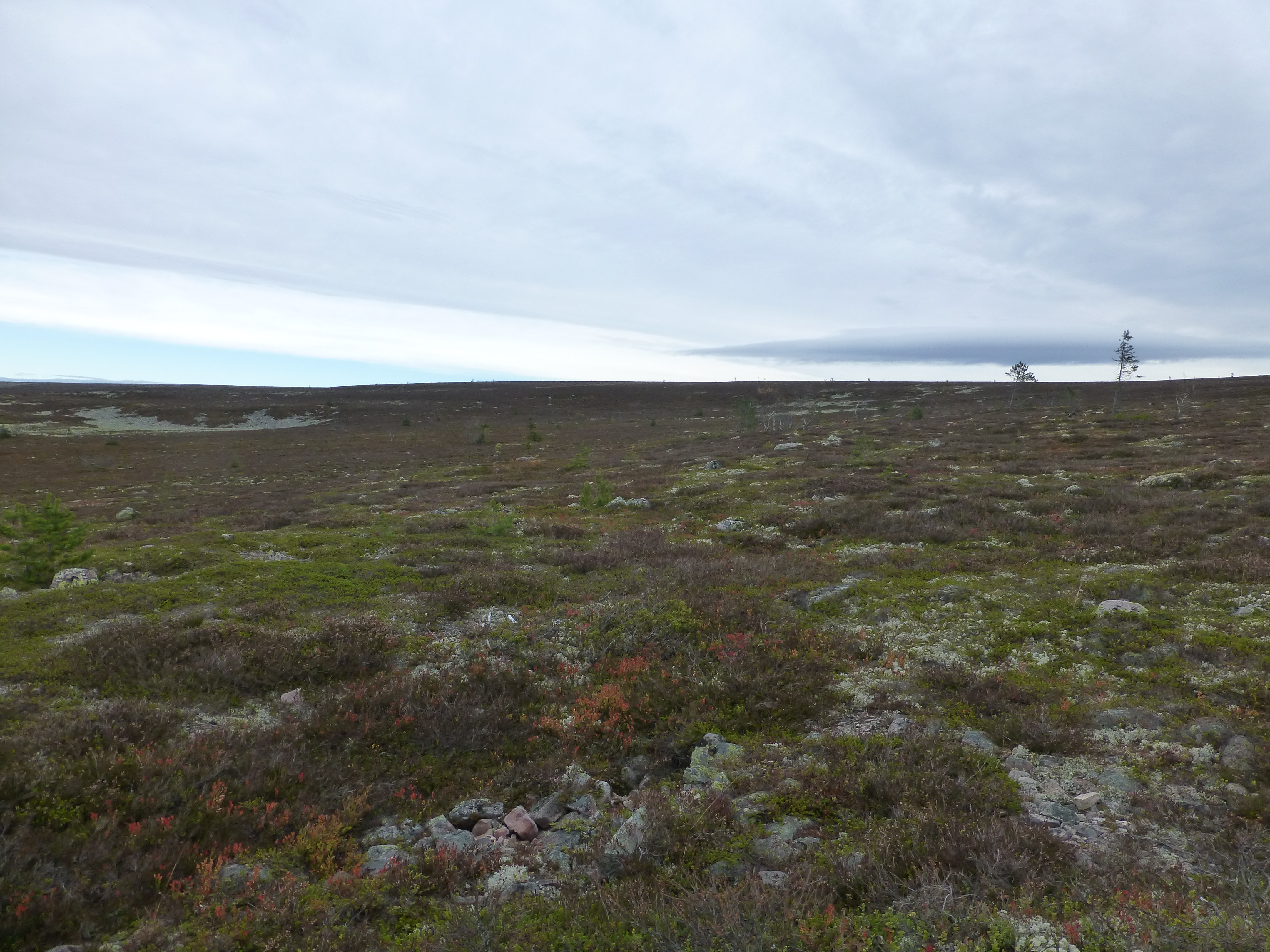
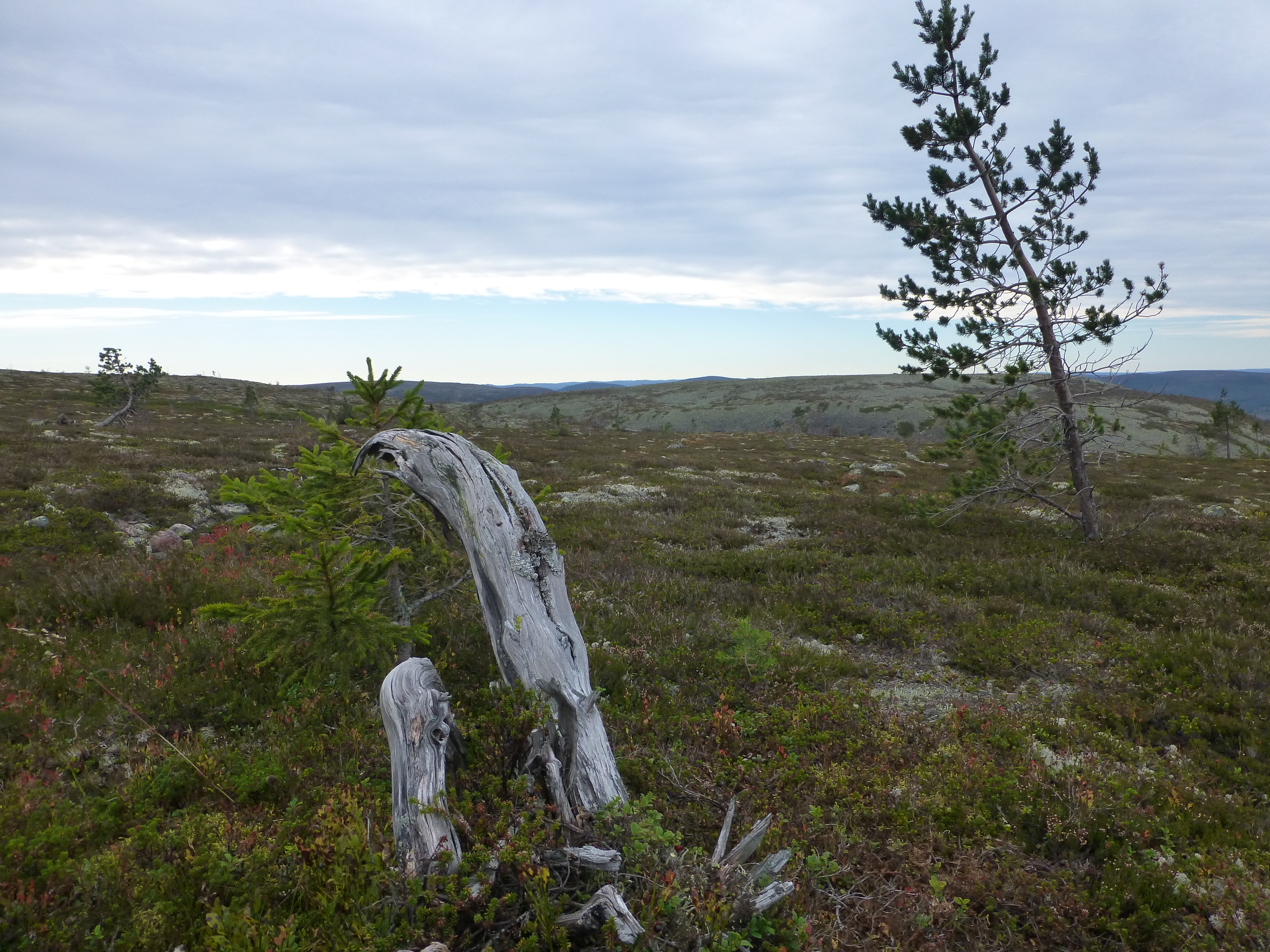